# Спаньолетти, Паоло
Паоло Спаньолетти (итал. Paolo Spagnoletti, настоящая фамилия делла Диана; 24 мая 1773, Кремона — 23 сентября 1834, Лондон) — британский скрипач итальянского происхождения.
Окончил одну из Неаполитанских консерваторий, затем некоторое время выступал при дворе короля Испании, в связи с чем, вернувшись в Неаполь, получил прозвище «Маленький испанец» (итал. Espagnoletto), постепенно превратившееся в фамилию.
В 1802 году обосновался в Лондоне, первоначально как вторая скрипка в оркестре Королевского театра, с 1815 года его концертмейстер. Именно с ролью концертмейстера оркестра была преимущественно связана репутация Спаньолетти, как солист он был в меньшей степени популярен. В 1813 году Спаньолетти был в числе первых 38 музыкантов Королевского филармонического общества, многократно выступал с различными другими лондонскими оркестровыми составами, а также как примариус струнного квартета Королевского филармонического общества. В 1831 году во время своих лондонских гастролей Николо Паганини потребовал, чтобы именно Спаньолетти был первой скрипкой сопровождавшего гастроли оркестра. В одном из своих последних выступлений Спаньолетти был первой скрипкой при лондонской премьере Реквиема Луиджи Керубини 28 марта 1834 года. Джордж Дюбург писал о Спаньолетти как о важном образце для английских скрипачей, высоко оценивая не только «изысканную грацию» (англ. delicate grace) его тона, но и «готовность с похвалой отзываться о своих собратьях по смычку» (англ. readiness to speak commendingly of his brethren of the bow).
Спаньолетти преподавал в основанной в 1824 году Королевской академии музыки, среди его учеников был юный Уильям Стерндейл Беннетт. Ему принадлежит ряд скрипичных пьес и песни.